# Diamantina
Diamantina és una ciutat de l'estat brasiler de Minas Gerais. La seva població estimada el 2006 era de 44.229 habitants. La superfície total és de 3.869,8 km². La UNESCO va declarar-ne el centre històric Patrimoni de la humanitat el 1999.
És el poble natal de l'expresident de la República Juscelino Kubitschek de Oliveira.

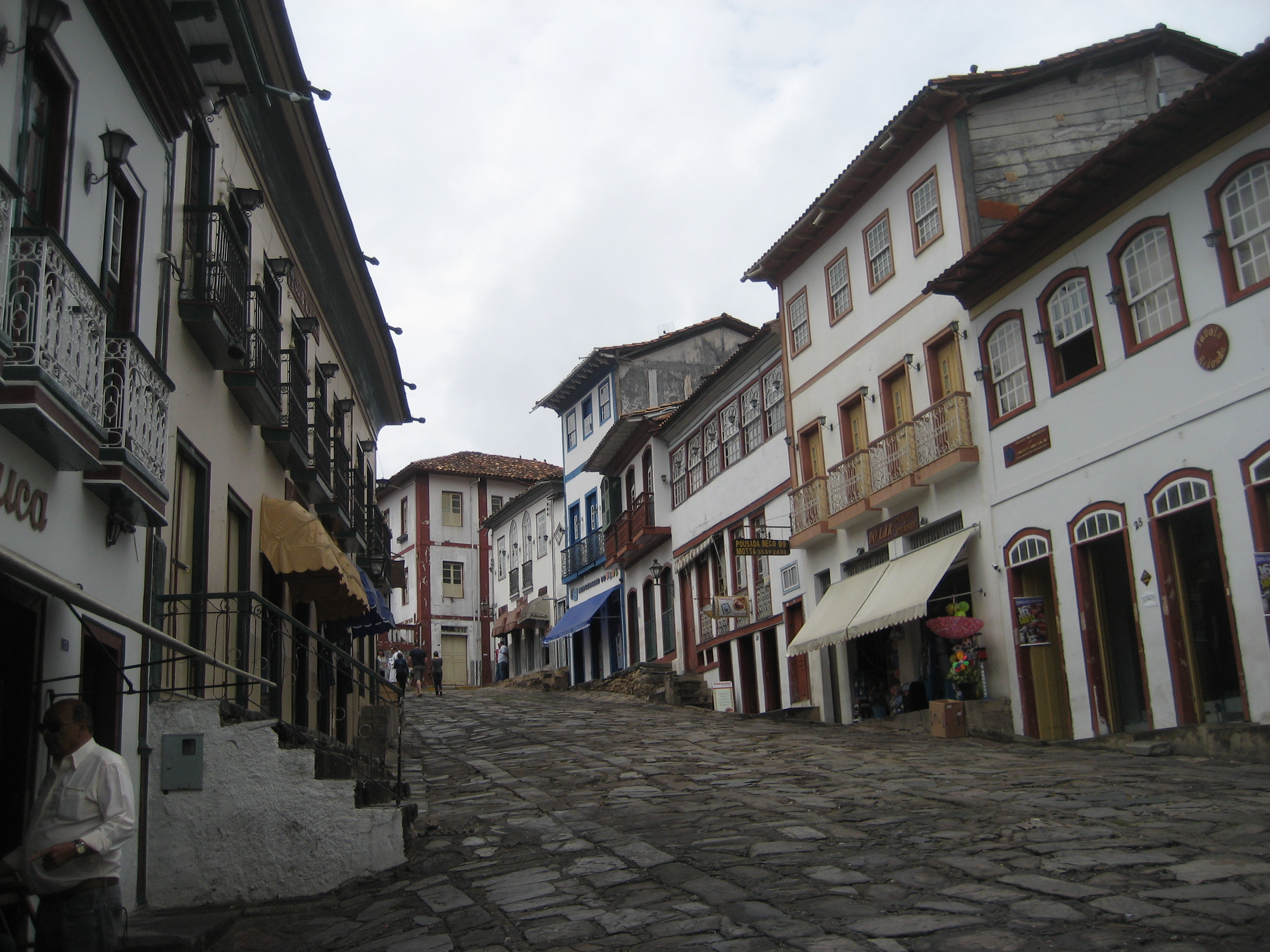
Diamantina.